# 哀しみ本線日本海
『哀しみ本線日本海』（かなしみほんせんにほんかい）は、1981年7月20日に発売された森昌子の37枚目のシングル。

## 解説
- 森はこの曲で1981年末の「第32回NHK紅白歌合戦」に出場し、森にとって初となるトリをつとめた。それから20年後の2001年末の「第52回NHK紅白歌合戦」でも自身ヒットソングメドレーの中でこの曲を披露した（ほかは「せんせい」と「越冬つばめ」）。

## 収録曲
1. 哀しみ本線日本海（4分2秒）
作詞：荒木とよひさ／作曲：浜圭介／編曲：竜崎孝路
2. 妹（3分3秒）
作詞：山田孝雄／作曲：市川昭介／編曲：斉藤恒夫

## カバー
- 加納ひろし（2019年、アルバム『荒木とよひさ作品集』）
- サム・テイラー
- 永井みゆき（1994年、アルバム「全曲集'95～応援歌でヨイショ」）
- 氷川きよし（2019年、アルバム『新・演歌名曲コレクション10. -龍翔鳳舞-』）
- 水城なつみ（2016年、アルバム『ウタツグミ』）

他多数

## 備考
- 日本の鉄道には「日本海」という路線名は存在しないが、複数の路線の総称として日本海縦貫線が存在する。
- また、かつて「日本海」という名前の列車が存在したことがあった。こちらについては日本海 (列車)を参照。